# Hanns Zischler

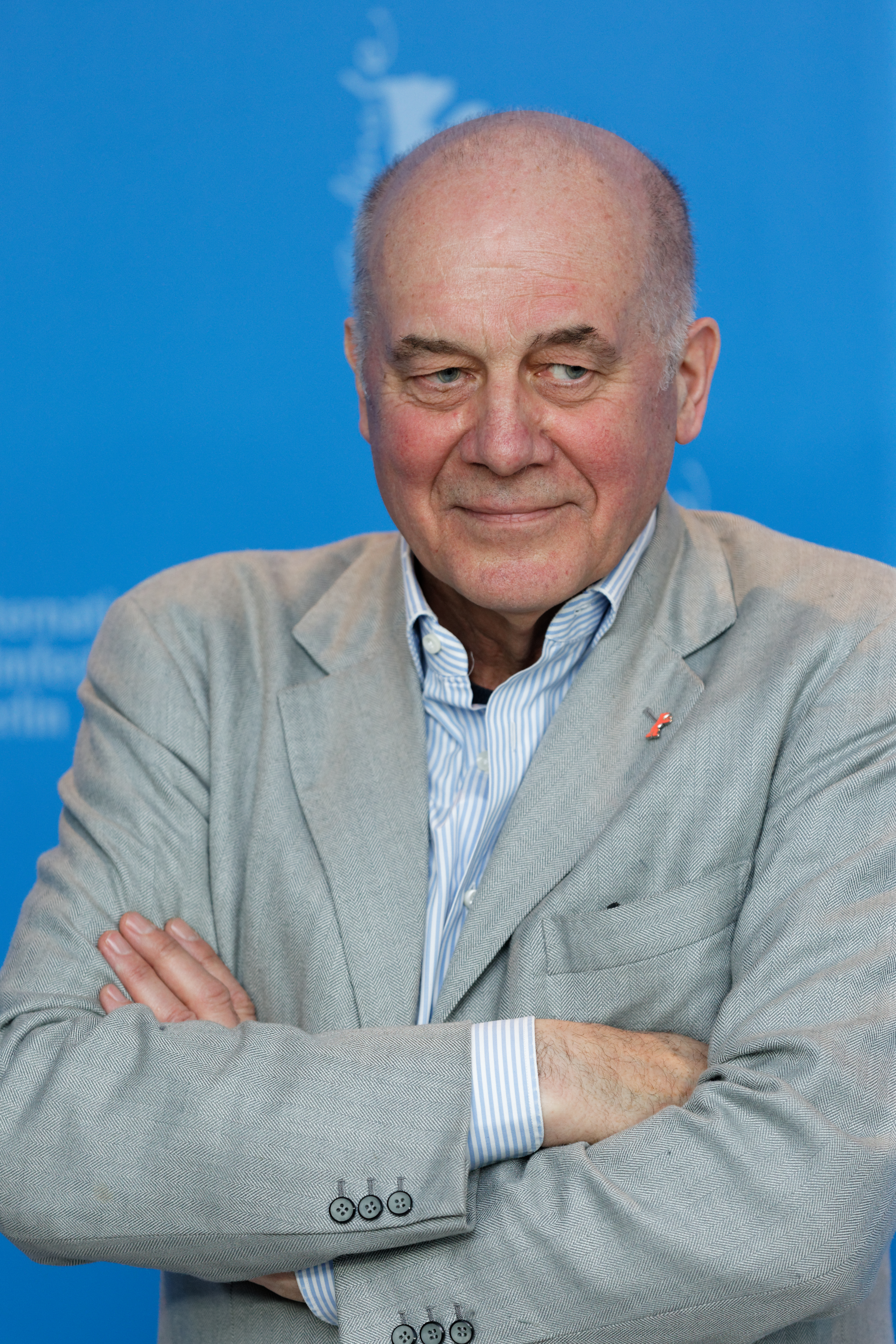
Hanns Zischler, 2017

Christoph Johann „Hanns“ Zischler (* 18. Juni 1947 in Nürnberg) ist ein deutscher Filmschauspieler, Dramaturg, Regisseur, Hörspielsprecher, Hörbuchsprecher, Fotograf, Übersetzer und Essayist.

## Leben
Hanns Zischler ist als Sohn eines Steinbruchbesitzers und Steinhändlers Johann Zischler im fränkischen Dorf Langenaltheim aufgewachsen. Nach dem Tod seiner Mutter ging er auf ein protestantisches Internat in Ingolstadt zur Schule, wo sein Interesse an Musik und Philosophie gefördert wurde. Danach besuchte er das Internat Marquartstein und erlangte 1966 sein Abitur. In München und Berlin belegte er Vorlesungen in Philosophie, Ethnologie, Musikwissenschaft und Literaturwissenschaft. Zischler arbeitete als Lektor und Übersetzer französischer Philosophen und ging 1968 an die Berliner Schaubühne, wo er von 1973 bis 1975 als Dramaturgie- und Regieassistent für Peter Stein und Klaus Michael Grüber tätig war. In Karlsruhe und Basel inszenierte er 1976 gemeinsam mit Regisseur Harun Farocki die Theaterstücke Die Schlacht und Traktor von Heiner Müller. Er ließ die Welt des Theaters hinter sich, da er nach eigenen Angaben nicht dauerhaft in geschlossenen, fensterlosen Räumen arbeiten mochte.
Als Schauspieler war er seit den 1970er-Jahren in deutschen Filmproduktionen unter anderem von Wim Wenders, Peter Handke, Peter Lilienthal, Rudolf Thome zu sehen. In Thomes Spielfilmen trat er bisher achtmal auf. Bekannt wurde Zischler vor allem 1976 durch das Roadmovie Im Lauf der Zeit von Wim Wenders. Auch in internationalen Produktionen von Autorenfilmern wie Claude Chabrol, Andrew Birkin und István Szabó wirkte er mit. 2005 spielte er in Steven Spielbergs Filmdrama München die Rolle des Mossad-Agenten Hans.
In der schwedischen Krimiserie Kommissar Beck – Die neuen Fälle spielte er die Rolle des Josef Hillman in den Folgen Das Kartell, Der Mann ohne Gesicht, Preis der Rache (TV, 2001), Der Junge in der Glaskugel, Tod per Inserat, Der Einsiedler und Absender unbekannt (Fernsehen, 2002). In dem auf der Berlinale 2009 uraufgeführten Film Hilde über das Leben Hildegard Knefs spielte Zischler die Rolle des UFA-Filmproduzenten Erich Pommer.
Zischler spielt seine Rollen mit sehr großer Geistesgegenwart und Präsenz. Nach Meinung von Reclams Lexikon des deutschen Films verkörpere er eine „vertrauenerweckende Männlichkeit, die jeder modischen Attitüde trotzt und sympathisch altmodisch auftritt.“ Von dem Regisseur Jean-Luc Godard wurde er als Gentleman Actor bezeichnet.
Die FAZ urteilte über seine Schauspielkunst: Zischler agiere im Film auf „eine emphatische, dabei absichtsvoll zurückhaltende Weise“, sein „Markenzeichen“ sei „die expressive Lakonie“. Er ist einer der meistbeschäftigten Schauspieler Deutschlands, bis 2015 wurden mehr als 220 Film- und Fernsehrollen gezählt, in denen er sehr unterschiedliche Charaktere dargestellt hatte. Dennoch wird er bis heute vor allem von Filmkennern geschätzt und geachtet, deren Anerkennung ihm jedoch nach eigener Aussage genüge.
Zischler weist eine große Bandbreite bei seinen Tätigkeitsfeldern auf; angefangen bei seinen Einlesungen von Helmut-Schmidt-Hörbüchern über das Singen von Chansons und seine Übersetzung von Jacques Derrida bis hin zu einer Monographie im Auftrag von Polaroid.
2006 gründete Zischler nach 1968 zum zweiten Mal den Alpheus Verlag in Berlin, worin von 2007 bis 2010 die Schriftenreihe TUMULT. Schriften zur Verkehrswissenschaft (herausgegeben von Walter Seitter und Frank Böckelmann) vorübergehend erschien.
Zischler wohnt seit 1968 in Berlin, lebte seit 1978 mit der Landschaftsarchitektin und Künstlerin Regina Poly (1942–2014) zusammen und war seit 2008/2009 mit ihr verheiratet. Sein Sohn Julian Middendorf (1978–2013) war als Schauspieler, Tänzer und Yoga-Lehrer tätig. Er ist Mitgründer des PEN Berlin.
Er beteiligte sich im April 2021 an der kontrovers diskutierten Aktion #allesdichtmachen, bei der über 50 prominente Schauspieler die Maßnahmen zur Eindämmung der COVID-19-Pandemie in ironisch-satirischen Videos kommentierten.

## Auszeichnungen
- 2004: Friedrich-Baur-Preis
- 2009: Heinrich-Mann-Preis
- 2010: Deutscher Hörbuchpreis in der Kategorie „Beste Fiktion'“ für seine Lesung (mit Peter Fricke und Ilja Richter) der Chronik der Gefühle von Alexander Kluge, Regie: Karl Bruckmaier, Produktion: BR und Verlag Antje Kunstmann.
- 2011: Verdienstkreuz am Bande der Bundesrepublik Deutschland
- 2013: Preis der Literaturhäuser
- 2016: Cicero Rednerpreis [14]
- 2018: Ehrendoktorwürde der Bauhaus-Universität Weimar[15]
- 2022: August Graf von Platen Literaturpreis der Stadt Ansbach

## Filmografie (Auswahl)
- 1970: Summer in the City, Regie: Wim Wenders
- 1976: Im Lauf der Zeit, Regie: Wim Wenders
- 1978: Die linkshändige Frau, Regie: Peter Handke
- 1978: Les Rendez-vous d’Anna, Regie: Chantal Akerman
- 1979: David, Regie: Peter Lilienthal
- 1979: Ich räume auf, Regie: Georg Brintrup
- 1980: Berlin Chamissoplatz, Regie: Rudolf Thome
- 1981: Malevil, Regie: Christian de Chalonge
- 1981: Engel aus Eisen, Regie: Thomas Brasch
- 1981: Kalt wie Eis, Regie: Carl Schenkel
- 1982: Domino, Regie: Thomas Brasch
- 1982: Doktor Faustus, Regie: Franz Seitz
- 1983: Die flambierte Frau, Regie: Robert van Ackeren
- 1983: System ohne Schatten, Regie: Rudolf Thome
- 1984: Das Autogramm, Regie: Peter Lilienthal
- 1985: Leidenschaften, Regie: Liliana Cavani
- 1986: Kir Royal (Fernsehserie, Folge 3 – Das Volk sieht nichts)
- 1986: Tarot, Regie: Rudolf Thome
- 1987: Das Treibhaus, Regie: Peter Goedel
- 1987: Berlin, Regie: Philippe J. Grandrieux
- 1988: Die Venusfalle, Regie: Robert van Ackeren
- 1988: Der schwarze Milan (Milan Noir), Regie: Ronald Chammah
- 1988: Himmelsheim
- 1989: Der Leibwächter, Regie: Adolf Winkelmann
- 1989–1997: Derrick (Fernsehserie, vier Folgen)
- 1989: Franziskus, Regie: Liliana Cavani
- 1989: Das Offene Universum, Regie: Klaus Wyborny
- 1989: Der Rosengarten, Regie: Fons Rademakers
- 1990: Hitlerjunge Salomon, Regie: Agnieszka Holland
- 1990: Dr. M, Regie: Claude Chabrol
- 1990: Das Haus am Watt, Regie: Sigi Rothemund (Fernsehfilm)
- 1991: Ende der Unschuld, Regie Frank Beyer
- 1991: Deutschland Neu(n) Null, Regie: Jean-Luc Godard
- 1992: Abgetrieben, Regie: Norbert Kückelmann
- 1992: Herzsprung
- 1992: Der König von Bärenbach (Fernsehserie)
- 1992: Tatort: Bienzle und der Biedermann, Regie: Peter Adam
- 1992: Salz auf unserer Haut (Salt on Our Skin), Regie: Andrew Birkin
- 1993: In weiter Ferne, so nah!, Regie: Wim Wenders
- 1993: Die Denunziantin
- 1993: Der Zementgarten (The Cement Garden), Regie: Andrew Birkin
- 1993: Stunde der Füchse, Regie Detlef Rönfeldt
- 1994: Der Blaue, Regie: Lienhard Wawrzyn
- 1994–2003: Ein Fall für zwei (Fernsehserie, drei Folgen)
- 1994: Charlie & Louise – Das doppelte Lottchen, Regie: Joseph Vilsmaier
- 1996: Die Tunnelgangster von Berlin, Regie: Menahem Golan (Fernsehfilm)
- 1996: Nach uns die Sintflut, Regie: Sigi Rothemund (Fernsehfilm)
- 1996: Der Clown, Regie: Hermann Joha (Fernsehfilm)
- 1997: Tatort: Mordsgeschäfte, Regie: Jürgen Brauer
- 1997: Tatort: Schlüssel zum Mord, Regie: Sylvia Hoffman
- 1997: Kidnapping – Ein Vater schlägt zurück, Regie: Cinzia Th. Torrini
- 1998: 23 – Nichts ist so wie es scheint, Regie: Hans-Christian Schmid
- 1998: Der Alte – Folge 238: Der Mann mit dem Hund (Regie: Vadim Glowna)
- 1998: Tatort: Blick in den Abgrund, Regie: Jürgen Brauer
- 1998: Tatort: Der zweite Mann, Regie: Sylvia Hoffman
- 1998: Polizeiruf 110: Mordsmäßig Mallorca, Regie: Ulrich Stark
- 1999: Ein Hauch von Sonnenschein (The Taste of Sunshine), Regie: István Szabó
- 1999: No Sex, Regie: Josh Broecker (Fernsehfilm)
- 2000: Jahrestage, Regie: Margarethe von Trotta (Fernsehfilm)
- 2000: Paradiso – Sieben Tage mit sieben Frauen, Regie: Rudolf Thome
- 2001: Der schöne Tag, Regie: Thomas Arslan
- 2001: Taking Sides – Der Fall Furtwängler, Regie: István Szabó
- 2001: Der Tanz mit dem Teufel, Regie: Peter Keglevic
- 2001: Sulla, Regie: Klaus Wyborny
- 2002: Der Stellvertreter, Regie: Costa-Gavras
- 2002: Zwei Seiten der Liebe, Regie: Bodo Fürneisen
- 2002: Edel & Starck (Episode Der Mantel des Schweigens)
- 2002: 666 – Traue keinem, mit dem du schläfst!, Regie: Rainer Matsutani
- 2002: Ripley’s Game, Regie: Liliana Cavani
- 2002: Väter, Regie: Dani Levy
- 2002: Saltimbank, Regie: Jean-Claude Biette
- 2003: Rot und Blau, Regie: Rudolf Thome
- 2003: Novaks Ultimatum, Regie: Andreas Prochaska
- 2003: Es wird etwas geschehen, Regie: Roland Gießer (Kurzfilm)
- 2003: Kleine Wunden (Petites coupures), Regie: Pascal Bonitzer
- 2004: Frau fährt, Mann schläft, Regie: Rudolf Thome
- 2004: Die fetten Jahre sind vorbei, Regie: Hans Weingartner
- 2004: Walk on Water, Regie: Eytan Fox
- 2004: Küss mich, Kanzler, Regie: Ulrich Stark (Fernsehfilm)
- 2004: Apokalypse Eis (Post Impact), Regie: Christoph Schrewe
- 2005: München, Regie: Steven Spielberg
- 2005: Heiraten macht mich nervös, Regie: Ariane Zeller (Fernsehfilm)
- 2006: Eine Krone für Isabell
- 2007: Tarragona – Ein Paradies in Flammen, Regie: Peter Keglevic
- 2007: Die Flucht, Regie: Kai Wessel (Fernsehfilm)
- 2008: Dr. Psycho – Die Bösen, die Bullen, meine Frau und ich (Fernsehserie, fünf Folgen)
- 2008: Tage des Zorns (Flammen og Citronen), Regie: Ole Christian Madsen
- 2008: Im Winter ein Jahr, Regie: Caroline Link
- 2008: Die Hetzjagd (La traque), Regie: Laurent Jaoui
- 2008: Commissario Laurenti – Der Tod wirft lange Schatten
- 2008: Todsünde, Regie: Matti Geschonneck
- 2008: Tatort: Häschen in der Grube, Regie: Dagmar Knöpfel
- 2009: Hilde, Regie: Kai Wessel
- 2009: Entführt, Regie: Matti Geschonneck (Fernsehfilm)
- 2010: Hinter blinden Fenstern, Regie: Matti Geschonneck (Fernsehfilm)
- 2010: Aghet – Ein Völkermord, Regie: Eric Friedler
- 2010: Das rote Zimmer, Regie: Rudolf Thome
- 2010: Küstenwache (Fernsehserie, eine Folge)
- 2010: Im Schatten, Regie: Thomas Arslan
- 2010: Wilde Wellen – Nichts bleibt verborgen (Fernsehserie, vier Folgen)
- 2011: In der Welt habt ihr Angst, Regie: Hans W. Geißendörfer
- 2011: Nils Holgerssons wunderbare Reise, Regie: Dirk Regel
- 2011: Bastard, Regie: Carsten Unger
- 2011: Playoff, Regie: Eran Riklis
- 2012: Zettl, Regie: Helmut Dietl
- 2012: Der Fall Jakob von Metzler, Regie: Stephan Wagner
- 2012: Rommel, Regie: Niki Stein
- 2013: Grenzgang, Regie: Brigitte Maria Bertele
- 2013: Die Frau hinter der Wand, Regie: Grzegorz Muskala (Fernsehfilm)
- 2013: George, Regie: Joachim A. Lang (Fernsehfilm)
- 2014: Kreuzweg, Regie: Dietrich Brüggemann
- 2014: Die Wolken von Sils Maria (Sils Maria), Regie: Olivier Assayas
- 2014: Stille Nächte, Regie: Horst Johann Sczerba (Fernsehfilm)
- 2015: Brief an mein Leben, Regie: Urs Egger (Fernsehfilm)
- 2015: Outside the Box, Regie: Philip Koch
- 2016: Auf einmal, Regie: Asli Özge
- 2016: Die Kanzlei: Falsche Freunde
- 2017: Crash Test Aglaé, Regie: Èric Gravel
- 2017: Babylon Berlin, Regie: Tom Tykwer u. a. (Fernsehreihe)
- 2018: Cecelia Ahern: Ein Moment fürs Leben, Regie: Jophi Ries (Fernsehfilm)
- 2018: Katie Fforde – Ziemlich beste Freundinnen, Regie: Frauke Thielecke (Fernsehreihe)
- 2018: Der große Rudolph, Regie: Alexander Adolph
- 2018: Whatever Happens Next, Regie: Julian Pörksen
- 2018: Solo für Weiss – Für immer Schweigen (Fernsehreihe)
- 2019: Mein Ende. Dein Anfang.
- 2019: Polizeiruf 110 – Heimatliebe (Fernsehreihe)
- 2019: Prof. Wall im Bordell, Regie: Stefan Krohmer
- 2019: Die neue Zeit (Fernsehserie)
- 2020: Letzte Spur Berlin – „Alibi“ und „Memory“
- 2021: Nö
- 2021: Un lugar llamado Dignidad
- 2021: Schwarze Insel
- 2021: Le Prince
- 2021: Gefährliche Wahrheit (Drama, ZDF/arte; Regie: Jens Wischnewski)
- 2021: Die Chefin: Der Wolf
- 2022: Servus Papa, See You in Hell
- 2023: Die Theorie von Allem
- 2023: Am Ende wird alles sichtbar
- 2023: Black Box
- 2024: Cranko

## Dokumentarfilme
- Gero von Boehm begegnet Hanns Zischler. Gespräch, Deutschland, 2010, 44:25 min, Produktion: interscience, 3sat, Erstausstrahlung: 8. November 2010, Film-Informationen von interscience, 3sat-Video depubliziert.
- „Ich gehe in ein anderes Blau.“ Fernsehdokumentation zu Rolf Dieter Brinkmann, BR Deutschland, 1981, 45 min, Buch und Regie: Hanns Zischler, Produktion: Südwestfunk[16]
- „Amerika“ vor Augen oder Kafka in 43 min. 30 sec. Dokumentarfilm, BR Deutschland, 1978, 43:30 min, Buch und Regie: Hanns Zischler, Produktion: WDR, Erstsendung: 1. September 1978 bei WDR 3[17]

## Schriften (Auswahl)
– umgekehrt chronologisch - 
- mit Hanna Zeckau (Illustrationen): Der Bleistift. Residenz-Verlag, 2025. ISBN 978-3-7017-3646-1.
- Der zerrissene Brief. Roman. Galiani, Berlin 2020, ISBN 978-3-86971-207-9.
- Errata. Fehler aus zweiter Hand. Ein Gespräch in x Stichworten mit Hanns Zischler (= Marbacher Magazin, 153). Ausstellungskatalog. Marbach 2016, ISBN 978-3-944469-19-5.
- Das Mädchen mit den Orangenpapieren. Galiani, Berlin 2014, ISBN 978-3-86971-096-9.
- Berlin ist zu groß für Berlin. Galiani, Berlin 2013, ISBN 978-3-86971-071-6.
- mit Hanno Rink (Illustrationen): Lady Earl Grey. Arche Verlag, Zürich/Hamburg 2012, ISBN 978-3-7160-2676-2.
- mit Hanna Zeckau: Der Schmetterlingskoffer. Die tropischen Expeditionen von Arnold Schultze. Galiani, Berlin 2010, ISBN 978-3-86971-024-2.[18]
- mit Sara Danius: Nase für Neuigkeiten: Vermischte Nachrichten von James Joyce. Zsolnay, Berlin 2008, ISBN 978-3-552-05425-7.
- mit Jörg Probst (Hrsg.): Großes Kino, kleines Kino. 1968 Bilder. Merve Verlag, Berlin 2008, ISBN 978-3-88396-248-1.
- mit Frank Böckelmann (Hrsg.): Der hinreiszende Klang des Amerikanischen. Alpheus, Berlin 2007. (Tumult, Band 32).
- als Hrsg.: Literaturmagazin 43. Borges im Kino. Rowohlt, Reinbek 1999, ISBN 3-498-03906-7.
- Kafka geht ins Kino. Rowohlt, Reinbek bei Hamburg 1996, ISBN 3-499-22376-7.
  - Überarbeitete Neuauflage: Galiani Berlin, Berlin 2017, ISBN 978-3-86971-105-8.
- Tagesreisen. Merve, Berlin 1993, ISBN 3-88396-106-X.

Artikel
- Die durchbrochene Leinwand. Georges Méliès’ Autoportrait de l’Artiste. In: Trajekte, 25. Kopf Schädel Gesicht. 2012. Hrsg. vom Zentrum für Literatur- und Kulturforschung.
- Auf Sand gebaut. Berlin ist zu groß für Berlin. In: Tagesspiegel, 3. Januar 2010.
- Werner Hamacher: „Ich soll der Delamarche sein.“ Amerika vor Augen: Kafka in 43 Minuten 30 Sekunden. In: Aris Fioretos (Hrsg.): Babel. Festschrift für Werner Hamacher. Urs Engeler, Basel 2009, ISBN 3-938767-55-3, S. 408–416, Transkript einer Sendung im WDR 3, 1978, Inhaltsverzeichnis.
- Die schönste Mondlandschaft, die man sich denken kann: die Fränkische Alb. In: Deutsche Landschaften. 2003, S. 293–303.

## Übersetzungen
- Ken Krimstein: Die drei Leben der Hannah Arendt. Graphic Novel, dtv, München 2019, ISBN 978-3-423-28208-6
- Jacques Derrida: Grammatologie. Suhrkamp, Frankfurt [1974] 2003, ISBN 3-518-06739-7, mit Hans-Jörg Rheinberger.
- Jean-Luc Godard: Histoire(s) du cinéma. Tonspur der achtteiligen Histoire(s) du cinéma (1988–1998) auf fünf CDs mit vier Text- und Bildbänden. ECM Records, München 1999, ISBN 3-00-005329-8.
- Hugh Kenner: Von Pope zu Pop. Kunst im Zeitalter von Xerox. Philo, Berlin 1995, ISBN 3-86572-388-8, mit Wulf Teichmann.

## Hörbücher
- Ferdinand von Schirach: Nachmittage. der Hörverlag, 2022, ISBN 978-3-8445-4768-9.
- Bernhard Schlink: Die Enkelin. Diogenes Hörbuch, Zürich 2021. Ungekürzt gelesen von Nina Petri und Hanns Zischler, ISBN 978-3-257-69437-6.
- Graham Greene: Der dritte Mann. Der Audio Verlag (DAV), Berlin 2016, 3 CDs, 3h 53 min, ISBN 978-3-86231-691-5.
- Elisabeth de Waal: Donnerstags bei Kanakis. Hörbuch Hamburg 2014, ISBN 978-3-89903-736-4.
- Helmut Schmidt, Giovanni di Lorenzo: Auf eine Zigarette mit Helmut Schmidt. Gesprochen von Hanns Zischler und Marcus Off. Der Audio Verlag (DAV), Berlin 2012, 3 CDs, ISBN 978-3-86231-237-5.
- Helmut Schmidt: Religion in der Verantwortung: Gefährdungen des Friedens im Zeitalter der Globalisierung. Random House Audio, 2011, ISBN 978-3-8371-1179-8.
- Helmut Schmidt, Fritz Stern: Unser Jahrhundert: Ein Gespräch. Der Audio Verlag (DAV), 5 CDs, 307 min, Berlin 2010, ISBN 978-3-89813-978-6.
- Martin Burckhardt: Die Offenbarung des Daniel Paul Schreber. Kulturverlag Kadmos, Berlin, ISBN 978-3-931659-04-2.
- Arnold Stadler: Komm wir gehen. Argon, Berlin 2007, ISBN 3-86610-253-4.
- Gabriel García Marquez: Erinnerungen an meine traurigen Huren. 3 Audio-CDs. Aufbau, Berlin 2007, ISBN 3-89813-560-8.
- Gabriel García Marquez: Chronik eines angekündigten Todes. 3 Audio-CDs. Aufbau, Berlin 2007, ISBN 3-89813-632-9.
- Kapuscinskis Welt. Stationen eines Weltreisenden. CD-ROM + Audio-CD. Eichborn, Frankfurt am Main 2007, ISBN 978-3-8218-5448-9.
- Eduard von Keyserling: Schwüle Tage. Argon Verlag, 2 Audio-CDs, 2006, ISBN 3-86610-010-8.
- Vladimir Nabokov: Der Zauberer. 2 Audio-CDs, Süddeutsche Zeitung, München 2006, ISBN 3-86615-362-7.
- Fernando Pessoa: Ein anarchistischer Bankier. LeseOhr von Wagenbach, Frankfurt am Main 2006, ISBN 978-3-8031-4090-6.
- Heinrich Heine: „Ich will meine Seele tauchen“. Gedichte. Patmos, Düsseldorf 2006, mit Rufus Beck, Audio-CD, ca. 80 min, ISBN 3-491-91196-6.
- Eckhard Henscheid: Die Vollidioten. Zweitausendeins, Frankfurt am Main 2004 [1973], ISBN 3-86150-655-6. (Hörbuch auf 1 MP3-CD, Audio-CD, 418 min, mit Beiheft, 24 S.)[19]
- Kathrin Röggla: Wir schlafen nicht. parlando, Hamburg 2004, ISBN 3-935125-38-0. (Audio-CD Laufzeit 81 min, mit Beiheft, 8 S.)
- Gustav Schwab: Sagen des Klassischen Altertums. Eichborn, Frankfurt am Main 2003–2006, 16 CDs, ca. 1250 min, ISBN 3-8218-5426-X.
- Tim Parks: Schicksal. Kunstmann, München 2001, ISBN 3-88897-287-6, gekürzt, 2 CDs, 268 min.

## Hörspiele
- 1991: Gabriel Josipovici: Nachruf auf L. S. (Interviewer) – Regie: Robert Matejka (Hörspiel – RIAS Berlin)
- 2004: Irina Vrkljan, Benno Meyer Wehlack: Sirovys Träume, Regie: Annette Kurth (Hörspiel – WDR)
- 2014: Kathrin Röggla: Lärmkrieg – Regie: Leopold von Verschuer (Hörspiel – BR)